# Odprto prvenstvo ZDA 2022
Odprto prvenstvo ZDA 2022 je teniški turnir za Grand Slam, ki je med 29. avgustom in 11. septembrom 2022 potekal v New Yorku.

## Moški posamično
- Carlos Alcaraz :  Casper Ruud, 6–4, 2–6, 7–6(7–1), 6–3

## Ženske posamično
- Iga Świątek :  Ons Jabeur, 6–2, 7–6(7–5)

## Moške dvojice
- Rajeev Ram /  Joe Salisbury :  Wesley Koolhof /  Neal Skupski, 7–6(7–4), 7–5

## Ženske dvojice
- Barbora Krejčiková /  Kateřina Siniaková :  Caty McNally /  Taylor Townsend, 3–6, 7–5, 6–1

## Mešane dvojice
- Storm Sanders /  John Peers :  Kirsten Flipkens /  Édouard Roger-Vasselin, 4–6, 6–4, [10–7]